# عبد الحميد السيد
عبد الحميد السيد (1938 - 20 مارس 2014) ملحن ومطرب كويتي راحل، يعد من أعمدة الفن واللحن، وأحد عناصر تجديد وازدهار الأغنية الكويتية.

## السيرة الذاتية
ولد الفنان عبد الحميد السيد في مدينة الكويت عام 1938 ، والتحق في أوائل حياته التعليمية بالمعهد الديني ثم انتقل بعد ذلك إلى مدرسة حي «الروضة»، ثم إلى مدرسة الأحمدية 1949، وبعد أن أمضى عاماً في مدرسته تلك عاد أدراجه إلى المعهد الديني عام 1950 وبقي فيه أربعة أعوام أتقن خلالها تلاوة القرآن الكريم.

## إذاعة الكويت
عمل في بداية حياته قارئاً للقرآن الكريم في إذاعة الكويت بين عامي 1952 و1958، كذلك عمل خلال تلك السنوات كاتباً في الجمارك، ثم انتقل للعمل موظفاً في وزارة الشؤون الاجتماعية والعمل حيث حظي باهتمام الفنانين حمد الرجيب ومحمد النشمي، وهما من كبار موظفي الوزارة، من ثم انتقل إلى وزارة الإعلام.
خلال تلك السنوات، كان السيد مولعاً بالاستماع إلى صوت أم كلثوم ومحمد عبد الوهاب
محمد حسن صالح
تتلمذ السيد على يد الفنان محمد حسن صالح عام 1957 الذي علّمه قواعد الموسيقى والنوتة وغناء التوشيحة والسماعيات.

## مركز الفنون الشعبيّة
انتقل عام 1958 إلى مركز الفنون الشعبية، وهناك وجد كل ترحيب وتشجيع من زملائه الفنانين الكويتيين مثل سعود الراشد وأحمد الزنجباري وأحمد باقر وشادي الخليج ومحمد التتان. شارك السيد في الغناء، خصوصا في أغنيات أم كلثوم، وشاركه الفنان محمد التتان وأحمد الزنجباري الذي كان يعزف على الكمان وأحمد باقر.
موشّحات
غنى السيد في بداية حياته بعض الموشحات الدينية، وكان أول موشح أداه أغنية بعنوان «صلاة دوام»، وهي من كلمات عبد الرحيم المتيم عام 1960، ثم سجل أول أغنية دينية من ألحانه بعنوان «حيوا ليلى»، كتب كلماتها الشاعر أحمد العدواني.

## عبد الحليم حافظ
يذكر الفنان عبد الحميد السيد عن حكاية غناء عبد الحليم حافظ من تلحينه أغنية «ياهلي»، من كلمات الشاعر وليد جعفر ، وذلك خلال زيارة عبد الحليم الكويت عام 1965، حيث طلب منه أحد المسؤولين الكبار الذين يشجعون الغناء الكويتي أن يقدم لحناً لعبد الحليم بهدف نشر الأغنية الكويتية في الوطن العربي من خلال الأصوات الغنائية العربية المشهورة، فلحن له الأغنية التي يقول مطلعها:
يا هلي يا هلي
يكفي ملامي والعتاب
لا تلوموني ترى قلبي صويب
علموني واصدقوا برد الجواب
التي لاقت نجاحاً كبيراً في الكويت وبلدان عربية عدة.

## ألحــان أخرى
لحن السيد لعدد من الفنانين العرب من بينهم الفنانة فايزة أحمد أغنية بعنوان «ليش الحبيب»، من كلمات الشاعر عبد الله عبد اللطيف العثمان ، كذلك لحن للفنانة هيام يونس أغنية بعنوان «يا من يسلم لي على الغالي»، وللفنان اللبناني الكبير وديع الصافي أغنية بعنوان «ياهلي ردوا السلام»، من كلمات الشاعر الغنائي خالد العياف، وللفنانة المغربية غيتا أغنية بعنوان «شرع الهوى».